# Cardeal-do-pantanal

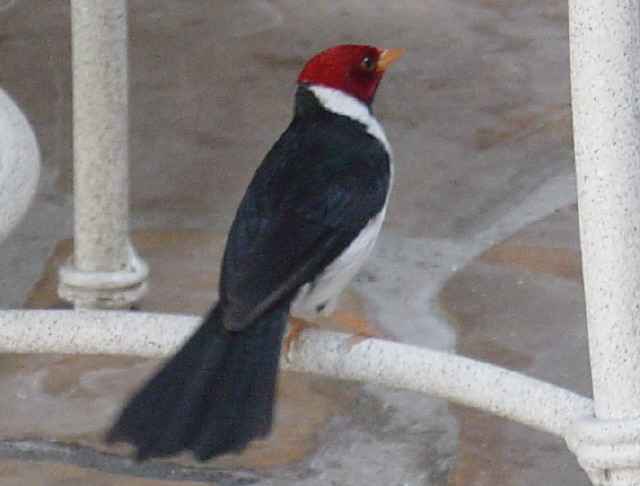

O Cardeal-do-pantanal (Paroaria capitata) é uma ave que ocorre da Bolívia ao oeste do estado brasileiro do Mato Grosso, bem como no Paraguai e Argentina. Tais aves vivem em pântanos, beira de rios e campos, medindo cerca de 16,5 cm de comprimento, com garganta vermelha com uma grande mancha negra. Também são conhecidas pelos nomes de acapitã, cardeal, cavalaria e galo-de-campina-do-oeste.